# 细花梗杭子梢
细花梗杭子梢（学名：Campylotropis capillipes）为豆科杭子梢属下的一个种。

## 扩展阅读
- 維基物種上的相關：细花梗杭子梢